# Dimitrios Chatzopoulos
Dimitrios Chatzopoulos (griechisch Δημήτρης Χατζόπουλος; * 17. April 1967) ist ein ehemaliger griechischer Weitspringer. 
1987 wurde er Achter bei den Leichtathletik-Halleneuropameisterschaften in Liévin und Siebter bei den Leichtathletik-Hallenweltmeisterschaften in Indianapolis. Nachdem ihm bei den Leichtathletik-Weltmeisterschaften in Rom kein gültiger Versuch gelungen war, gewann er kurz danach bei den Mittelmeerspielen in Latakia Gold.
Bei den Leichtathletik-Europameisterschaften 1994 in Helsinki schied er in der Qualifikation aus.
1997 errang er Bronze bei den Mittelmeerspielen in Bari, jedoch gelang ihm bei den Leichtathletik-Weltmeisterschaften in Athen erneut kein gültiger Versuch.
Seine Ehe mit der von ihm trainierten Weitspringerin Niki Xanthou wurde geschieden.

## Persönliche Bestleistungen
- Weitsprung: 8,07 m, 26. Juni 1994, Athen
  - Halle: 7,99 m, 22. Februar 1997, Piräus